# The Hurt & The Healer (canção)
"The Hurt & The Healer" é uma canção gravada pela banda MercyMe.

## Faixas
| N.º | Título                  | Duração |  |
| 1.  | "The Hurt & The Healer" | 4:52    |  |